# Santa Cruz REC
Der Santa Cruz Recreativo Esporte Clube ist ein Sportverein aus Santa Rita, im brasilianischen Bundesstaat Paraíba, dessen Hauptaugenmerk auf dem Fußball liegt.

## Geschichte
Santa Cruz wurde am 15. April 1939 gegründet. 1962 trat der Klub erstmals in 3. Divisão der Staatsmeisterschaft von Paraíba, deren dritten Liga, an. Erst 1973 folgte der nächste Auftritt. Dieses in der obersten Spielklasse der Staatsmeisterschaft. Dieser Teilnahme sollten bis einschließlich 2016 noch 30 weitere folgen. Highlights dabei waren die Meisterschaften 1995 und 1996.
Auf nationaler Ebene nahm Santa Cruz in der Zeit nur an zwei Wettbewerben teil. Der Gewinn der Staatsmeisterschaften qualifizierte den Klub zur Teilnahme am Copa do Brasil, dem nationalen Pokal, im jeweiligen Jahr darauf. In der Copa do Brasil 1996 man in der ersten Runde gegen den CR Vasco da Gama an und unterlag mit 0:2. In der Ausgabe 1997 war der Gegner in der Vorrunde gegen den Fluminense FC an. Dieses Mal verlor der Klub mit 0:4.
Nachdem Santa Cruz 2016 seinen letzten Auftritt in der Staatsmeisterschaft hatte, nahm der Klub 2020 wieder einen Versuch auf Teilnahme, erhielt aber Landesverband, dem Federação Paraibana de Futebol (FPF), keine Zulassung. Auch der Ansatz 2022 in der dritten Liga wieder zu starten scheiterte.
2022 war Santa Cruz einer von 16 Klubs, welcher von der Staatsanwaltschaft von Paraíba verklagt wurde. In der Klage ging es um Unregelmäßigkeiten im Programm Gol de Placa, einem Programm, von dem die Fußballvereine des Bundesstaates zwischen 2014 und 2019 profitierten. Neben Santa Cruz wurden der Auto EC (PB), Atlético Cajazeirense, Botafogo FC (PB), Campinense Clube, CS Paraibano, AD Guarabira, EC de Patos, Internacional EC (PB), São Paulo Crystal FC, Miramar EC, Nacional AC (Patos), Serra Branca EC, Grêmio Recreativo Serrano, Sousa EC und FC Treze. Von Januar 2015 bis Dezember 2018 soll es durch Korruption zu einem Schaden in Höhe von 12,8 Millionen Real gekommen sein.

### Herren Teilnahme an Fußballwettbewerben
| Wettbewerb                          | Teilnahmen                                       |
| ----------------------------------- | ------------------------------------------------ |
| Copa do Brasil                      | 1996, 1997                                       |
| Staatsmeisterschaft                 | 31× – 1973–1993, 1995–1999, 2001–2002, 2014–2016 |
| Staatsmeisterschaft Segunda Divisão | 8× – 1994, 2000, 2007, 2009–2013                 |
| Staatsmeisterschaft 3. Divisão      | 1962                                             |
| Copa do Nordeste                    | 1994, 1997                                       |

### Erfolge
- Staatsmeisterschaft von Paraíba: 1995, 1996
- Staatsmeisterschaft von Paraíba – Segunda Divisão: 1994, 2000
- Staatsmeisterschaft von Paraíba – Segunda Divisão – Vizemeister: 2013

## Frauenmannschaft
Für Santa Cruz trat auch eine Damenmannschaft in der entsprechenden Staatsmeisterschaft von Paraíba an. Dieses mindestens 2008. Ein Bestand des Teams ist nicht nachgewiesen.

### Frauen Teilnahme an Fußballwettbewerben
| Wettbewerb          | Teilnahmen |
| ------------------- | ---------- |
| Staatsmeisterschaft | mind. 2008 |